# Tümen-Öldzijn Mjagmarsüren
Tümen-Öldzijn Mjagmarsüren (ur. 23 kwietnia 1982) – mongolska zapaśniczka w stylu wolnym. Zajęła 10 miejsce na mistrzostwach świata w 2001. Srebrna medalistka mistrzostw Azji - w 2003. Trzecia w Pucharze Azji w 2003 roku.